# Língua natural controlada
Línguas naturais controladas (LNC) são subconjuntos das línguas naturais que são obtidos através da restrição da gramática e vocabulário, a fim de reduzir ou eliminar a ambiguidade e complexidade. Tradicionalmente, as línguas controladas caem em dois tipos principais: as que melhoram a legibilidade para os leitores humanos (por exemplo, falantes não-nativos), e aqueles que permitem análise semântica automática confiável da língua.
O primeiro tipo de línguas (muitas vezes chamadas línguas "técnicas" ou "simplificadas"), por exemplo o Inglês Técnico Simplificado, o Inglês Técnico Caterpillar, o Inglês Fácil da IBM, são utilizadas na indústria para aumentar a qualidade da documentação técnica e, possivelmente, simplificar a (semi-)tradução automática da documentação. Estas línguas restringem o escritor por regras gerais, tais como "Mantenha frases curtas", "Evite o uso de pronomes", "Só use palavras do dicionário aprovado", e "Use apenas a voz ativa".
O segundo tipo de línguas têm uma base lógica formal, ou seja, elas têm uma sintaxe formal e semântica, e podem ser mapeadas para uma linguagem formal existente, como a lógica de primeira ordem. Assim, essas línguas podem ser usadas como línguas de representação de conhecimento, e a escrita dessas línguas é suportada por testes de consistência e redundância totalmente automáticos, consulta eletrônica, etc.

## Línguas
Línguas naturais controladas existentes baseadas em lógica incluem:
- Português controlado[1]
- Attempto Controlled English
- Common Logic Controlled English (CLCE)
- Pseudo Natural Language (PNL)
- Rabbit
- PENG (Processable ENGlish)
- Restricted Natural Language Statements (RNLS)[5]
- Semantics of Business Vocabulary and Business Rules
- ClearTalk
- Controlled Language for Ontology Editing (CLOnE)[6]
- Inform 7, uma linguagem de programação baseada em inglês declarativo

Outras línguas naturais controladas existentes incluem:
- Inglês Técnico Simplificado ASD
- Inglês Básico
- E-Prime
- Gellish com as suas línguas naturais variantes, tais como Inglês Formal Gellish, Holandês Formal Gellish (Gellish Formeel Nederlands), etc.
- Controlled Language Optimized for Uniform Translation (CLOUT)
- Inglês Especial
- Russo Técnico Simplificado
- EasyEnglish

## References
1. 1 2  Madeira, Gomes, Ana Lucrécia. «Tradução automática e linguagens controladas: contributos para um português controlado». repositorio.ul.pt. Consultado em 25 de novembro de 2015
2. ↑  Mello, Heliana; Pettorino, Massimo; Raso, Tommaso (1 de janeiro de 2012). Proceedings of the VIIth GSCP International Conference. Speech and Corpora. [S.l.]: Firenze University Press. ISBN 9788866553519
3. ↑  O'Brien, Sharon (2003). «Controlling Controlled English - An Analysis of Several Controlled Language Rule Sets» (PDF). Proceedings of EAMT-CLAW
4. ↑  Pool, Jonathan (2006). «Can Controlled Languages Scale to the Web?». Consultado em 25 de novembro de 2015. Arquivado do original em 15 de agosto de 2009
5. ↑  Breaux, T.D.; Anton, A.I.; Doyle, J. (2008). «Semantic parameterization: a process for modeling domain descriptions». ACM Transactions on Software Engineering Methodology. 18 (2). 1 páginas. doi:10.1145/1416563.1416565. Predefinição:Citeseerx
6. ↑  Adam Funk;  et al. «CLOnE: Controlled Language for Ontology Editing» (PDF). Consultado em 11 de outubro de 2012